# Rimantas Taraškevičius

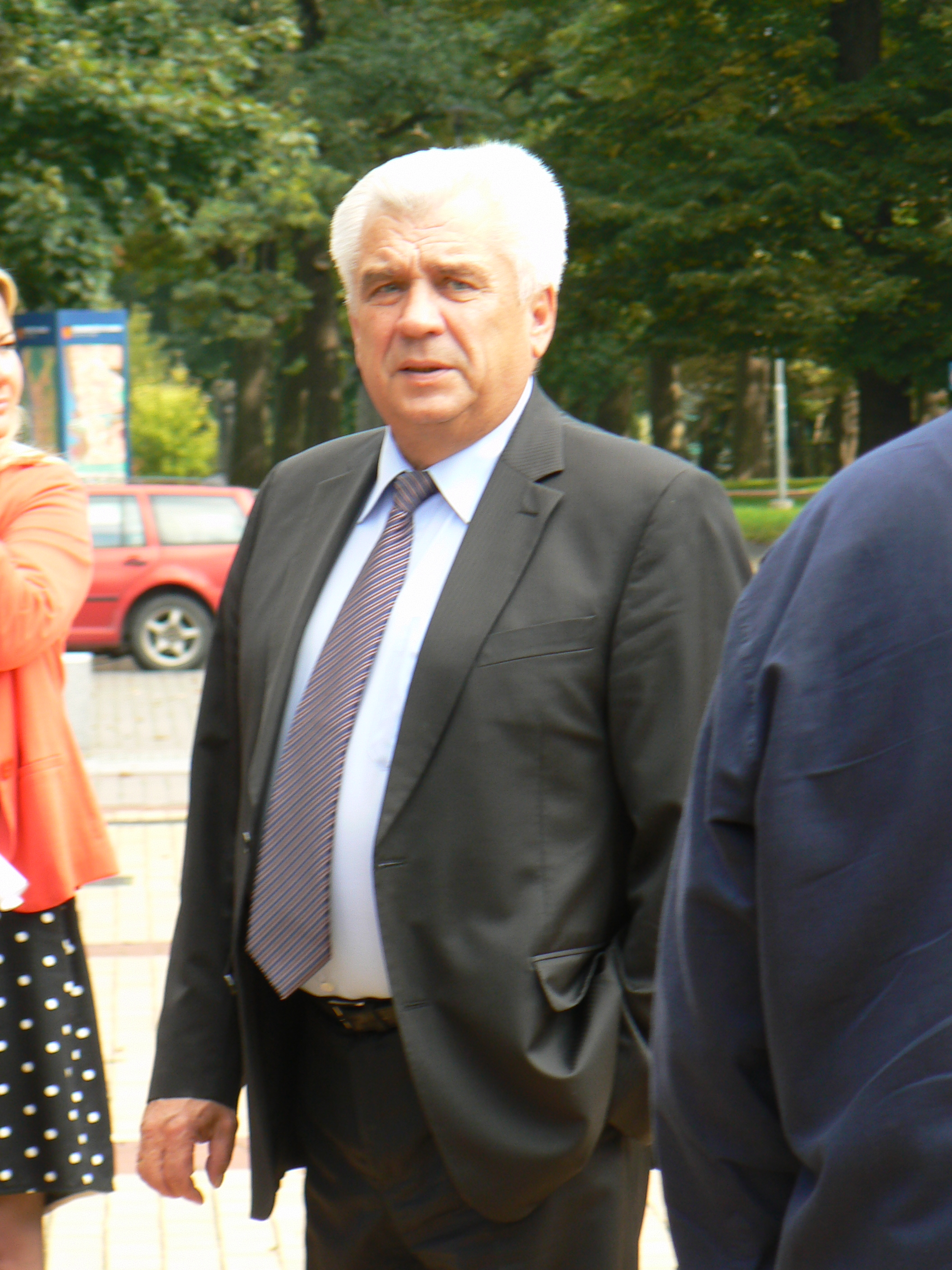
Rimantas Taraškevičius

Rimantas Taraškevičius (* 18. Juli 1949 in Biliūnai, Rajon Raseiniai, Litauische SSR) ist ein litauischer Politiker, Bürgermeister von Klaipėda.

## Leben
Nach dem Abitur 1967 an der 4. Mittelschule Klaipėda absolvierte er 1972 das Diplomstudium des Bauingenieurwesens  am Kauno politechnikos institutas. 1972 arbeitete er als Meister im Bautrest Klaipėda, ab 1975 Oberingenieur, ab 1980 Vorstandsleiter. Von 2001 bis 2003, von 2003 bis 2007 und von 2007 bis 2011 war er Bürgermeister von Klaipėda.
Ab 2003 ist er Mitglied von Lietuvos liberalų ir centro sąjunga.